# Періно дель Вага

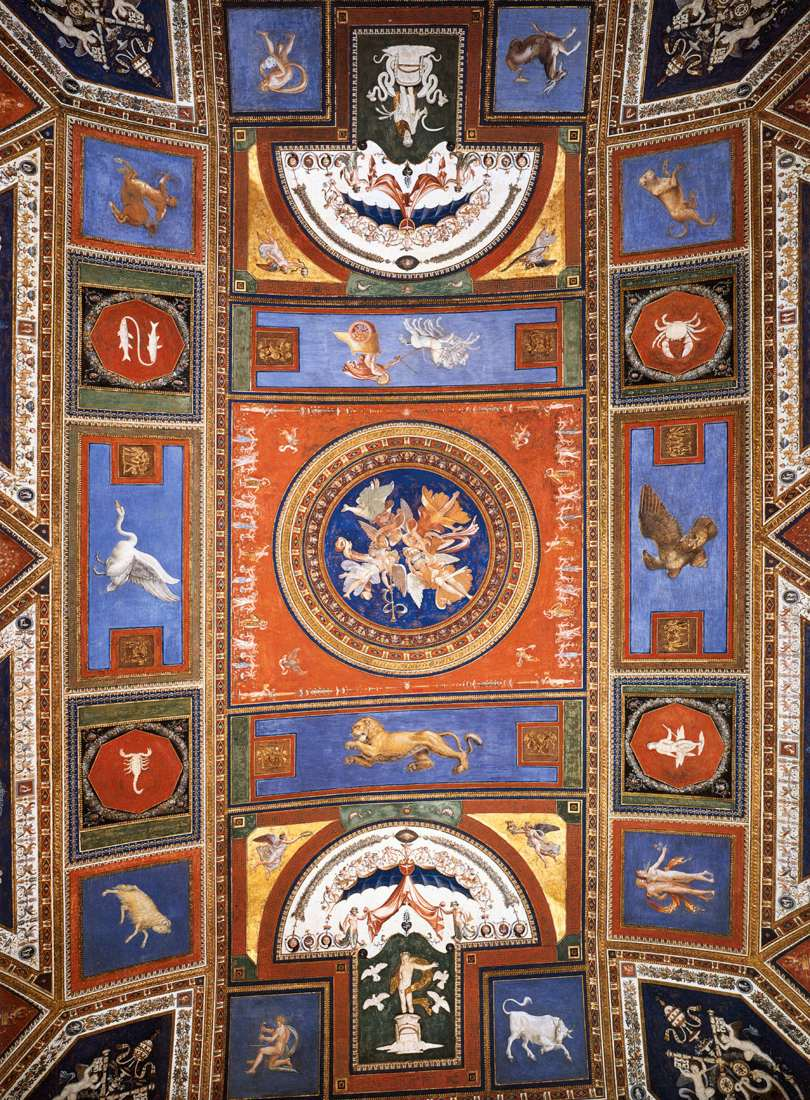
Фреска в Залі понтифіків, бл. 1510—20, апартаменти Борджіа, Ватикан

Пері́но дель Ва́га (італ. Perino del Vaga), також відомий як Пері́но, справжнє ім'я П'є́(т)ро Бонакко́рсі (італ. Piero Bonaccorsi); 28 червня 1500, Флоренція — 19 жовтня 1547, Рим) — італійський живописець.

## Біографія
Справжнє ім'я — П'є(т)ро Бонаккорсі. Народився 28 червня 1500 року у Флоренції. Перші уроки живопису отримав під керівництвом Андреа дей Чері, а коли йому виповнилось 11 років, був відданий до майстерні Рідольфо Гірландайо. За свідченням Джорджо Вазарі, своє нове ім'я він взяв на честь одного зі своїх наставників, художника Вега, у товаристві якого в 1516 році здійснив подорож до Рима, де він навчався і працював у майстерні Рафаеля. Разом з учителем він брав участь у виконанні фресок лоджій Ватикану.
У 1523 році, коли в Римі вибухнула епідемія чуми, Вага повернувся в рідну Флоренцію, але згодом знову повернувся в Рим, де досяг великого успіху в техніці фрескового живопису, у своїх роботах поєднуючи міць Мікеланджело з витонченістю Рафаеля. Знайомство і тісне спілкування з маньєристами Россо Фйорентіно і Парміджаніно привнесло в його малярську манеру більшої декоративності.
У 1528 році вирушив до Геную, де познайомився з творчістю Джуліо Романо, також працював у Пізі і Флоренції. Згодом він з успіхом займався також виготовленням ескізів для килимів, для розфарбовування стель, вишивання і т. ін. В 1530 році художник повернувся в Рим, де став придворним живописцем папи Павла III. Він відкрив майстерню, яка спеціалізувалась на великих декоративних роботах. Творчість Вага значно вплинула на розвиток римського маньєризму.
Художник помер у Римі 19 жовтня 1547 року і був похований у Пантеоні.